# George Garbutt
George Frederick „Tic” Garbutt (Kanada, Manitoba, Winnipeg, 1903. június 18. – Kanada, Manitoba, Winnipeg, 1967. szeptember 21.) olimpiai és világbajnok bajnok kanadai jégkorongozó.
A University of Manitoba Grads egyetemi csapattal vett részt az 1931-es jégkorong-világbajnokságon. Akkoriban Kanadát klubcsapatok képviselték világeseményeken, mint nemzeti válogatott. A világbajnokságon aranyérmesek lettek fölényes játékkal. Egyedül a svéd csapattal játszottak 0–0-s döntetlent, ami akkor csodaszámba ment. 1 mérkőzésen játszott és nem ütött gólt.
A világbajnokság után a Winnipeg Hockey Club támadója lett és 1931-ben megnyerték az Allan-kupát, amiért a kanadai amatőr jégkorongcsapatok szálltak harcba. Ennek köszönhetően képviselhették Kanadát az 1932. évi téli olimpiai játékokon, a jégkorongtornán, Lake Placidban, mint a kanadai jégkorong-válogatott. Csak négy csapat indult. Oda-visszavágós rendszer volt. Az amerikaiakat legyőzték 2–1-re, majd 2–2-es döntetlent játszottak. A németeket 5–0-ra és 4–1-re győzték le, végül a lengyeleket 10–0-ra és 9–0-ra verték. Ez az olimpia világbajnokságnak is számított, ezért világbajnokok is lettek. Csak a németek ellen 5–0-ra megnyert mérkőzésen játszott és 1 gólt ütött.
2004-ben beválasztották a Manitoba Sports Hall of Fame-be.